# رابسة رشيقة
رابسة رشيقة (الاسم العلمي:Rhapis gracilis) هي نوع من النباتات تتبع جنس الرابسة من الفصيلة الفوفلية.